# Dada a Dodo
Dada a Dodo je československý animovaný seriál, který zobrazuje příhody dvou malých sourozenců Dady a Doda. Seriál byl vyroben v roce 1986 až 1992. Nakreslili ho Ladislav Csurma a Ľubomír Kotrha. Režisérem byl Rudolf Urc.

## Seznam dílů
1. Dada, Dodo a ovce
2. Dada, Dodo a zajace
3. Dada, Dodo a vajíčka
4. Dada, Dodo a myš
5. Dada, Dodo a televízor
6. Dada, Dodo a mucha
7. Dada, Dodo a červík
8. Dada, Dodo a repa
9. Dada, Dodo a drak
10. Dada, Dodo a dieťa
11. Dada, Dodo a žatva
12. Dada, Dodo a voda
13. Dada, Dodo na pieskovisku
14. Dada, Dodo u indiánov